# Trachytrema
Trachytrema là một chi nhện trong họ Trochanteriidae.